# Thausgea lolo
Thausgea lolo là một loài bướm đêm trong họ Noctuidae.